# Východný Mengusovský štít
Východný Mengusovský štít (polsky Mięguszowiecki Szczyt Czarny) je pohraniční štít v hlavním hřebeni Vysokých Tater. Je nejsnáze dostupný ze tří Mengusovských štítů, vede na něj několik cest nízké obtížnosti – ale jen v doprovodu horského vůdce. Je to čtvrtý nejvyšší štít v Polsku.
Horolezecky se využívají obě stěny: severní – polská i jihozápadní – slovenská. Polský název štítu pochází od Černého plesa. Uváděný první výstup je jen první přesně zaznamenaný výstup, polští horští vůdci chodili na štít již v druhé polovině 19. století. Jeden prvovýstup ze slovenské strany vznikl při pátrání Horské služby po pohřešovaných v r. 1966.

## Topografie
Nejvýchodnější z Mengusovských štítů dělí od Hincovy veže Východní Mengusovské sedlo, od Prostredného Mengusovského štítu Mengusovské sedlo – dostupné po značce z Polska (kdysi i ze slovenské strany). Ve spodní části jeho severní stěny se nachází vysunutá Kazalnica Mengusovská, významný horolezecký pojem. V jihozápadním hřebeni, kousek nad Mengusovské sedlem se tyčí věžička zvaná Chlapík, odtud polský název sedla Mięguszowiecka Przełęcz pod Chłopkiem.

## Galerie

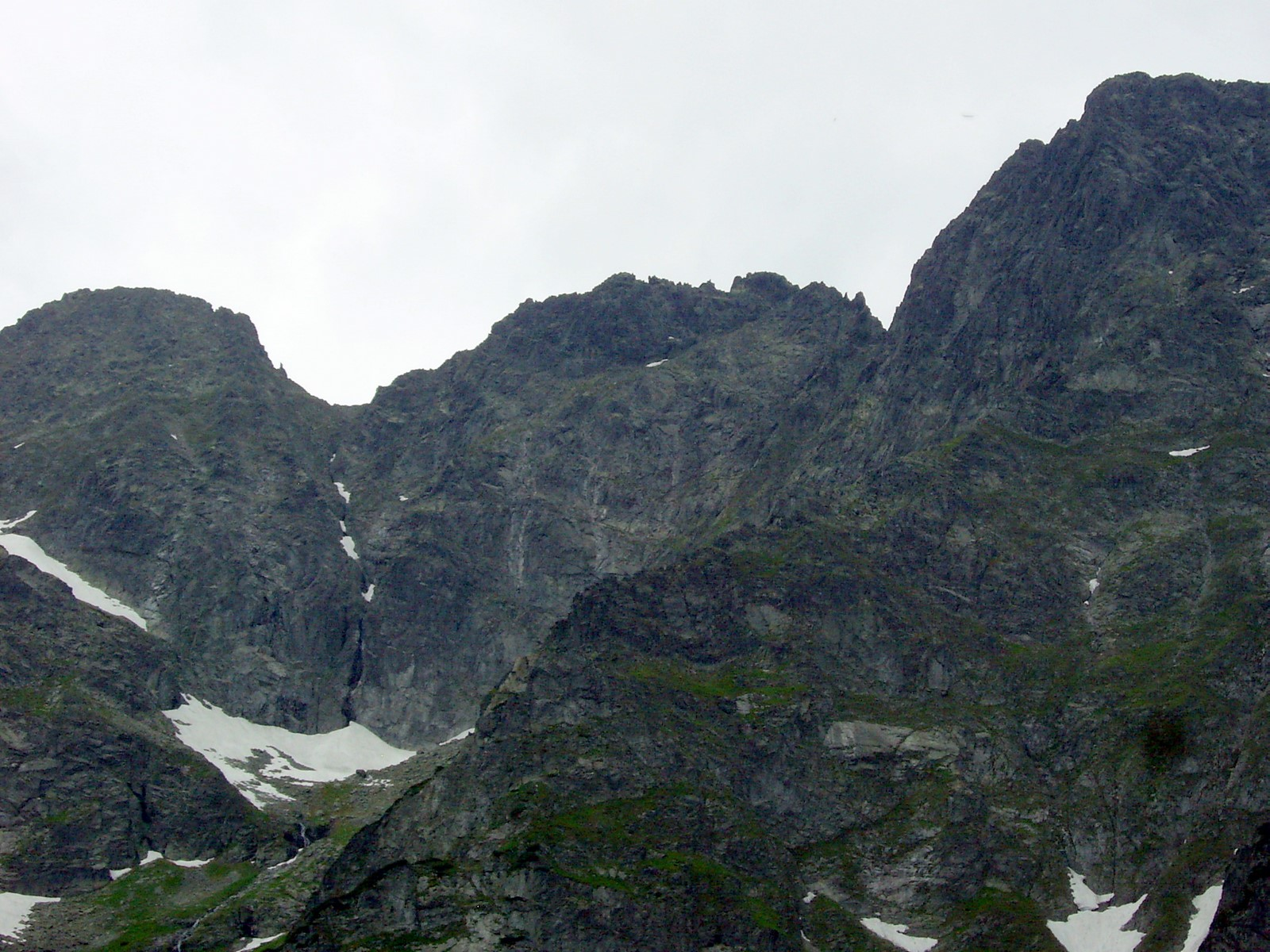
Zleva Východný, Prostredný a Veľký Mengusovský štít.
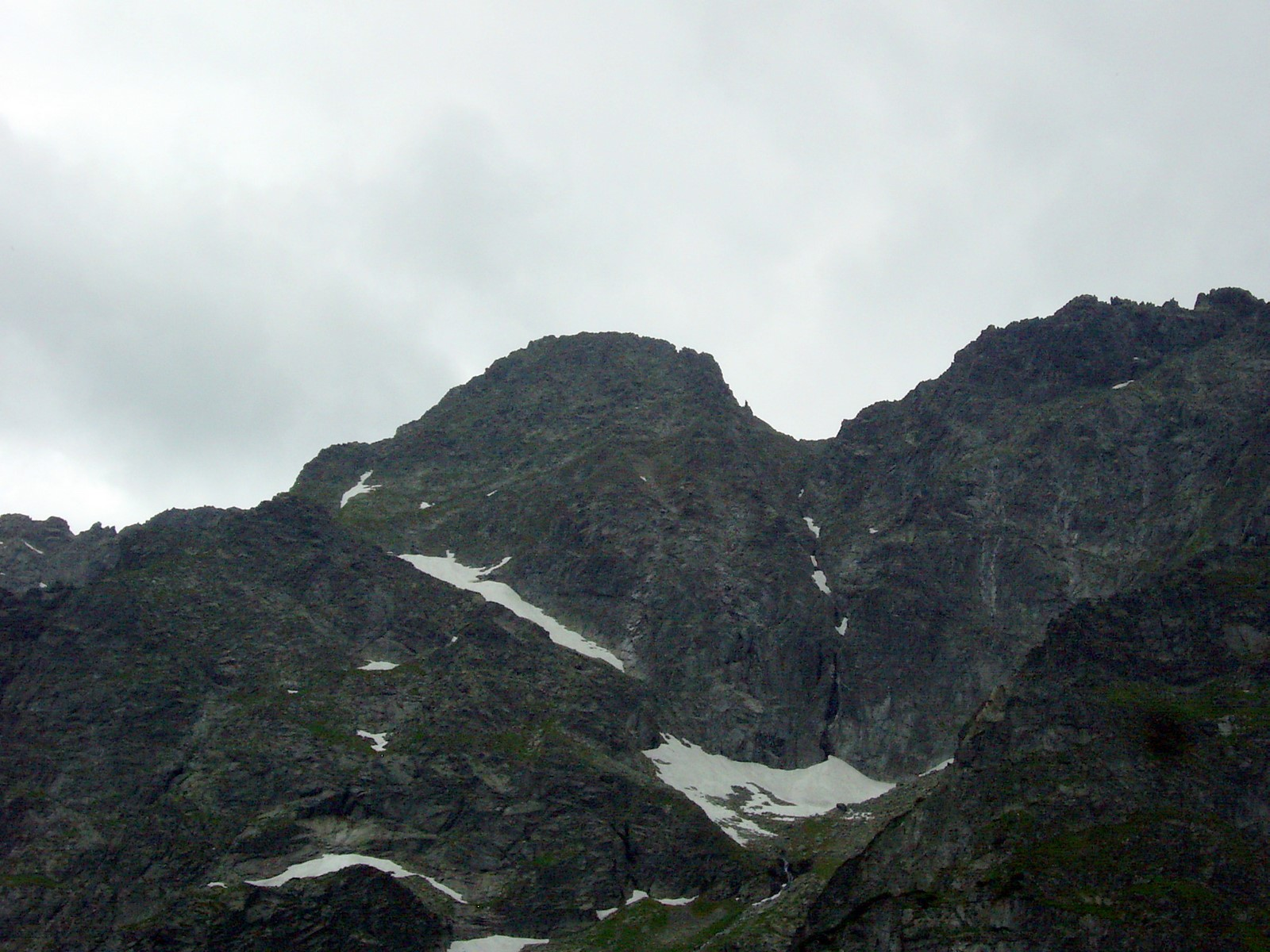
Východný a Prostredný Mengusovský štít ze severu.
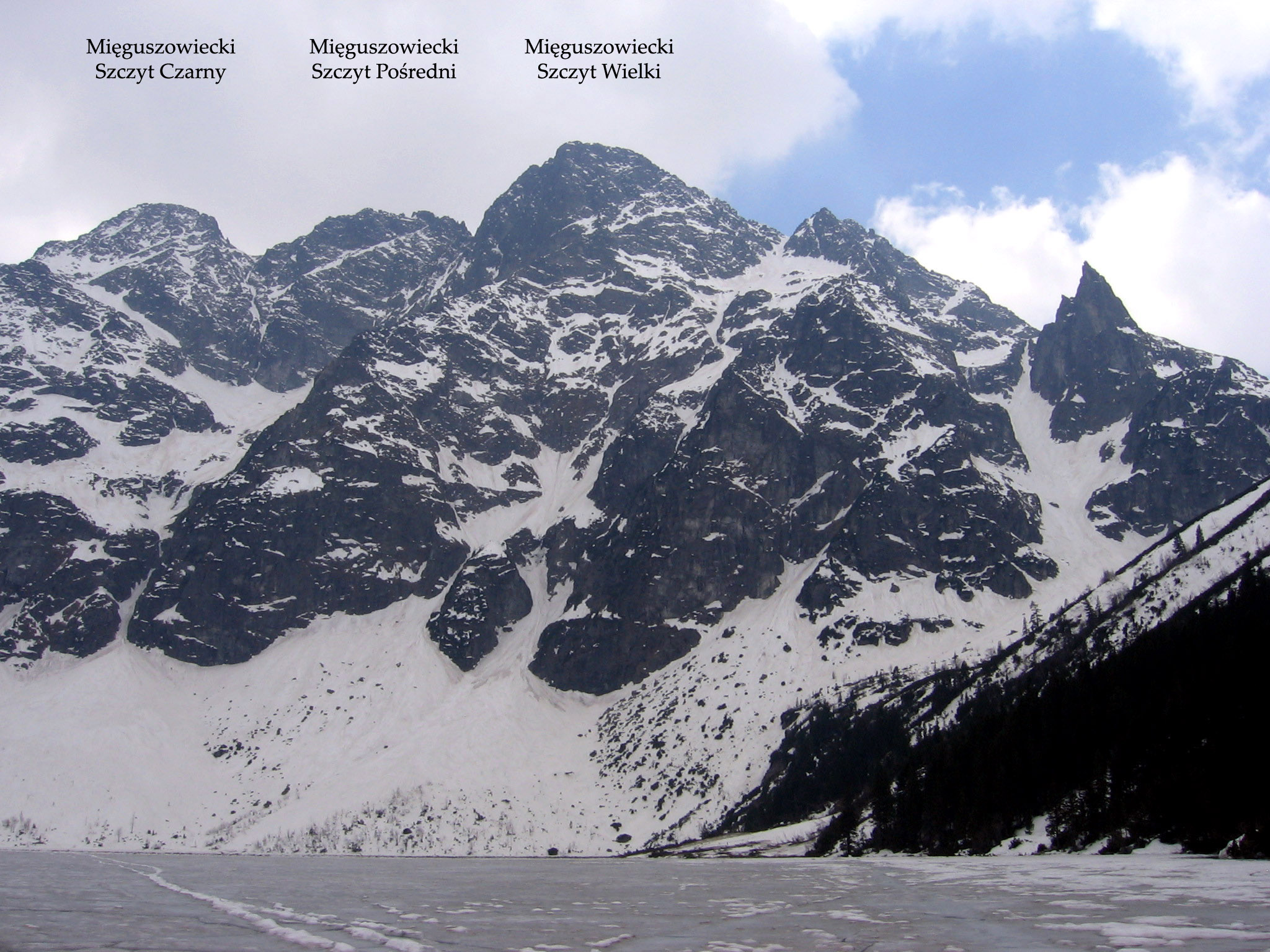
Mengusovské štíty popsané polsky, Čubrina a Mnich.
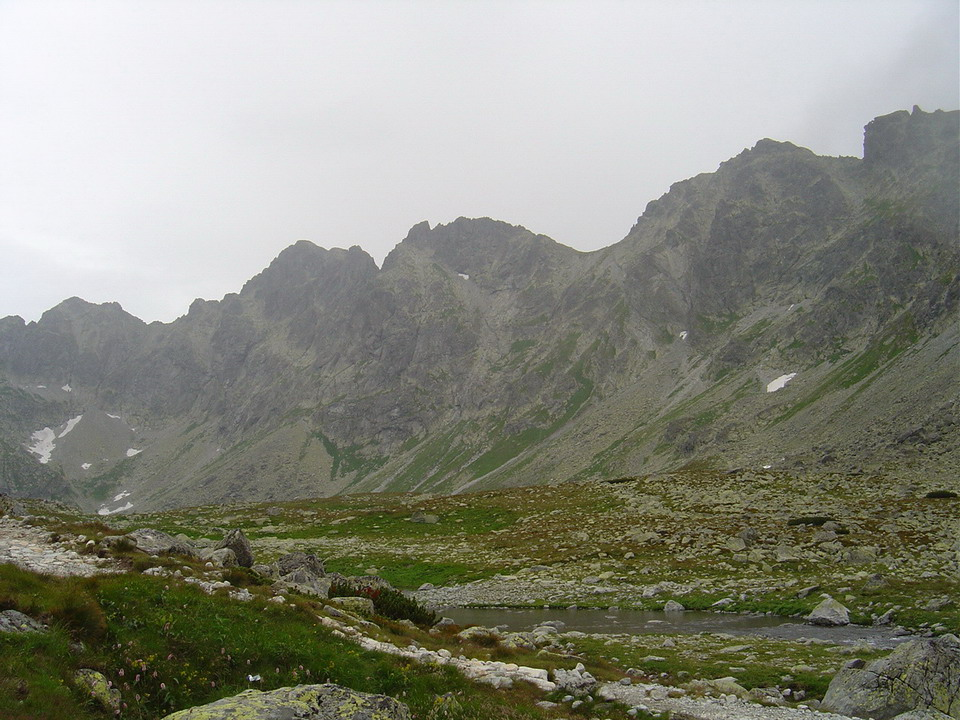
Zleva Čubrina, Veľký, Prostredný a Východný Mengusovský štít, Hincova veža.